# Porricondyla setosa
Porricondyla setosa är en tvåvingeart som beskrevs av Ephraim Porter Felt 1914. Porricondyla setosa ingår i släktet Porricondyla och familjen gallmyggor.
Artens utbredningsområde är New York. Inga underarter finns listade i Catalogue of Life.